# Westerveldit
Westerveldit ist ein selten vorkommendes Mineral mit der idealisierten chemischen Zusammensetzung FeAs und ist damit chemisch gesehen ein Eisenarsenid, genauer ein Eisen(III)-arsenid mit dem Stoffmengenverhältnis von Eisen : Arsen = 1 : 1. Aufgrund der chemischen Verwandtschaft der Arsenide mit den Sulfiden gehört der Westerveldit zur Mineralklasse der „Sulfide und Sulfosalze“.
Da bei natürlich entstandenen Westervelditen meist ein Teil des Eisens durch Nickel und gelegentlich auch durch Cobalt ersetzt (substituiert) ist, wird die chemische Zusammensetzung in verschiedenen Quellen auch als Mischformel mit (Fe,Ni)As oder (Fe,Ni,Co)As angegeben. Die in den runden Klammern angegebenen Elemente können sich dabei in der Formel jeweils gegenseitig vertreten, stehen jedoch immer im selben Mengenverhältnis zum Arsenanteil des Minerals.
Westerveldit kristallisiert im orthorhombischen Kristallsystem, konnte bisher jedoch nur in Form mikrokristalliner, eingeschlossener Körnchen zwischen 1 μm und 25 μm Durchmesser in Maucherit gefunden werden. Das Mineral ist in jeder Form undurchsichtig (opak) und zeigt auf den Oberflächen der bräunlichweißen bis grauen Körnchen einen metallischen Glanz.

## Etymologie und Geschichte
Erstmals entdeckt wurde Westerveldit in der La Gallega Mine bei Ojén in der spanischen Provinz Málaga. Die Erstbeschreibung erfolgte 1972 durch I. S. Oen, E. A. J. Burke, C. Kieft und A. B. Westerhof, die das Mineral nach Jan Westerveld (1905–1962) benannten. Dieser war zwischen 1945 und 1962 Professor für Geologie und Mineralogie an der Universiteit van Amsterdam.
Typmaterial des Minerals wird im geologischen Institut der Universiteit van Amsterdam sowie im Institut für Geowissenschaften der Vrije Universiteit Amsterdam in den Niederlanden aufbewahrt.

## Klassifikation
In der veralteten 8. Auflage der Mineralsystematik nach Strunz war der Westerveldit noch nicht aufgeführt.
In der zuletzt 2018 überarbeiteten Lapis-Systematik nach Stefan Weiß, die formal auf der alten Systematik von Karl Hugo Strunz in der 8. Auflage basiert, erhielt das Mineral die System- und Mineralnummer II/C.19-030. Dies entspricht der Klasse der „Sulfide und Sulfosalze“ und dort der Abteilung „Sulfide mit dem Stoffmengenverhältnis Metall : S,Se,Te ≈ 1 : 1“, wo Westerveldit zusammen mit Achávalit, Heideit, Jaipurit, Modderit, Pyrrhotin, Smythit und Troilit eine unbenannte Gruppe mit der Systemnummer II/C.19 bildet.
Die von der International Mineralogical Association (IMA) zuletzt 2009 aktualisierte 9. Auflage der Strunz’schen Mineralsystematik ordnet den Westerveldit in die Klasse der „Sulfide und Sulfosalze (Sulfide, Selenide, Telluride, Arsenide, Antimonide, Bismutide, Sulfarsenide, Sulfantimonide, Sulfbismutide)“ und dort in die Abteilung „Metallsulfide, M : S = 1 : 1 (und ähnliche)“ ein. Hier ist das Mineral in der Unterabteilung „mit Nickel (Ni), Eisen (Fe), Cobalt (Co) usw.“ zu finden, wo es zusammen mit Cherepanovit, Modderit und Ruthenarsenit die „Westervelditgruppe“ mit der Systemnummer 2.CC.15 bildet.
In der vorwiegend im englischen Sprachraum gebräuchlichen Systematik der Minerale nach Dana hat Westerveldit die System- und Mineralnummer 02.08.19.01. Das entspricht der Klasse der „Sulfide und Sulfosalze“ und dort der Abteilung „Sulfidminerale“. Hier findet er sich innerhalb der Unterabteilung „Sulfide – einschließlich Seleniden und Telluriden – mit der Zusammensetzung AmBnXp, mit (m+n):p=1:1“ als einziges Mitglied in einer unbenannten Gruppe mit der Systemnummer 02.08.19.

## Kristallstruktur
Westerveldit kristallisiert orthorhombisch in der Raumgruppe Pmcn (Raumgruppen-Nr. 62, Stellung 5) mit den Gitterparametern a = 3,46 Å; b = 5,97 Å und c = 5,33 Å sowie vier Formeleinheiten pro Elementarzelle.

## Bildung und Fundorte
An seiner Typlokalität, der sehr hoch temperierten Chromit-Nickel-Erz-Lagerstätte La Gallega Mine in Spanien, fand sich Westerveldit in Form winziger Einschlüsse in Maucherit, wobei er den ebenfalls vorkommenden Nickelin verdrängt. Die Chromiterze und das vergesellschaftete Cordierit-Gestein durchziehen in schlierenartigen Adern die serpentinisierten, ultramafischen Gesteine. Neben Maucherit und Nickelin kann Westerveldit unter anderem noch in Paragenese mit gediegen Antimon, Cobaltit, eisen- und cobaltreichem Gersdorffit, nickelhaltigem Löllingit, Rammelsbergit und verschiedenen Serpentinen vorkommen.
Außer in der La Gallega Mine bei Ojén konnte das Mineral in Spanien noch bei El Sapo und Los Jarales nahe Carratraca in der andalusischen Provinz Málaga sowie bei A Franqueira nahe A Cañiza in der galicischen Provinz Pontevedra gefunden werden.
Weitere bisher bekannte Fundorte sind die Birchtree Mine bei Thompson (Manitoba) in Kanada, Igdlunguaq im Tunulliarfik Fjord (Tunugdliarfik) in der dänischen Kommune Kujalleq, der Steinbruch Routakallio bei Seinäjoki im Westen Finnlands, der Steinbruch Vispi am Vulkan Pian di Celle in der mittelitalienischen Gemeinde San Venanzo, die Chibinen auf der russischen Halbinsel Kola, das Kupfer-Cobalt-Erzfeld am Tunaberg bei Nyköping in der schwedischen Provinz Södermanlands län und Bow im Merrimack County des US-Bundesstaates New Hampshire.

## Verwendung
Aufgrund seiner Seltenheit ist Westerveldit nur für den Mineralsammler von Interesse.